# Cirolana troglexuma
Cirolana troglexuma är en kräftdjursart som beskrevs av Lazar Botosaneanu och Thomas M. Iliffe 1997. Cirolana troglexuma ingår i släktet Cirolana och familjen Cirolanidae. Inga underarter finns listade i Catalogue of Life.